# Akihiro Yamaguchi
Akihiro Yamaguchi (山口 観弘?, Yamaguchi Akihiro; Shibushi, 11 settembre 1994) è un ex nuotatore giapponese.

## Biografia
Nel 2011, ai Campionati del Mondo Juniores, Yamaguchi vinse 4 medaglie: un oro nei 200 rana con il tempo di 2:11.70 e tre medaglie d'argento.
Il 15 settembre del 2012, ai Campionati Nazionali Giapponesi, sigla il nuovo primato del mondo nei 200 metri rana fermando il cronometro con il tempo di 2:07.01, che resisterà sino al 29 gennaio 2017, battuto da Ippei Watanabe.

## Palmarès
- Campionati asiatici

Foshan 2009: oro nei 200m rana.
- Mondiali giovanili

Lima 2011: oro nei 200m rana, argento nei 50m rana, nei 100m rana e nella 4x100m misti.